# Dolichopeza cathedralis
Dolichopeza cathedralis är en tvåvingeart som beskrevs av Alexander 1956. Dolichopeza cathedralis ingår i släktet Dolichopeza och familjen storharkrankar. Inga underarter finns listade i Catalogue of Life.